# The Crow: New Songs for the Five-String Banjo
The Crow: New Songs for the Five-String Banjo е шестият студиен албум на американския актьор, продуцент и писател Стийв Мартин, издаден през 2009 г. Стилът на албума е кънтри, а Мартин се изявява като композитор, певец и музикант.
The Crow: New Songs for the Five-String Banjo достига до номер 1 в щатската класация за блуграс албуми.